# ASC Trarza
Association Sportive et Culturelle de Trarza Nadi Sporting w skrócie ASC Trarza – mauretański klub piłkarski grający niegdyś w mauretańskiej pierwszej lidze, mający siedzibę w mieście Rusu.

## Sukcesy
- Première Division[1]:
  - mistrzostwo (1): 1999.

- Puchar Mauretanii[2]:
  - zwycięstwo (2): 1982, 1984.

## Występy w afrykańskich pucharach
| Sezon | Rozgrywki                 | Runda   | Kraj         | Klub                  | Dom | Wyjazd | Dwumecz |
| ----- | ------------------------- | ------- | ------------ | --------------------- | --- | ------ | ------- |
| 1983  | Puchar Zdobywców Pucharów | 1       | Algieria     | DNC Algier            | 0–0 | 1–8    | 1–8     |
| 1985  | Puchar Zdobywców Pucharów | wstępna | Burkina Faso | Racing Bobo-Dioulasso | –   | –      | –       |
| 1985  | Puchar Zdobywców Pucharów | 1       |              | Al-Nasr Bengazi       | 1–1 | 0–2    | 1–3     |

## Stadion
Domowe mecze klub rozgrywa na stadionie o nazwie Stade Trarza w Rusu, który może pomieścić 5000 widzów.